# Turmhügel Altes Schloss (Stobersreuth)
Der Turmhügel Altes Schloss ist eine abgegangene Turmhügelburg (Motte) in Stobersreuth im Landkreis Hof in Bayern.
Auch wenn von der Motte innerhalb der Ortschaft Stobersreuth heute kaum Spuren vorzufinden sind, ist die Anlage siedlungsgeschichtlich und exemplarisch für frühe Wehranlagen der Umgebung bedeutsam. Der von Wasser umgebene Kernhügel wurde im Norden und Nordosten verfüllt, so dass er als Einbuchtung des Uferbereichs des Teiches erscheint. Die Anlage entstand vermutlich im 14. Jahrhundert, nachdem die Grafen von Henneberg 1317 den Hirschbergern auf dem Rudolfstein den Ort als ihr Reichslehen übertragen hatten. Später dienten die Anlage und der angrenzende Bauernhof als Vorwerk des Rittergutes in Schwarzenbach.